# Ordem Nacional Barão de Mauá
A Ordem Nacional Barão de Mauá é uma ordem honorífica brasileira que tem por finalidade condecorar pessoas físicas ou jurídicas nacionais e estrangeiras que tenham prestado relevantes contribuições à indústria, ao comércio exterior e aos serviços do País.

## História
É uma homenagem ao Barão de Mauá e foi criada pelo decreto nacional nº 9 549, sancionado pelo presidente Michel Temer no dia 31 de outubro de 2018 e publicado no Diário Oficial da União na edição de 1 de novembro de 2018.
Os primeiros admitidos na ordem foram listados por decreto presidencial de 11 de dezembro de 2018 em edição do dia seguinte no Diário Oficial da União, dentre os quais está o industrial, Jorge Gerdau Johannpeter.

## Classes
De acordo com o artigo 3º do decreto de criação a ordem é organizada em duas classes: grã-cruz e comendador.